# Michael J. Bloomfield
Pour les articles homonymes, voir Bloomfield.
Michael John Bloomfield dit Bloomer est un astronaute américain né le 16 mars 1959. Il a réalisé 3 vols en navettes spatiales. Il a été colonel de la force aérienne des États-Unis.

## Biographie

### Jeunesse et études
Michael John Bloomfield naît le 16 mars 1959 à Flint dans le Michigan et élevé dans le Lake Fenton dans le Michigan. Il est le fils de Rodger Bloomfield et Maxine Bloomfiled vivant à Linden dans le Michigan.
En 1977, il obtient son diplôme du lycée Lake Fenton. Il a été joueur de football américain et il a été le capitaine de l'équipe de football Falcons de l'académie de la force aérienne en 1980,. Il est ensuite sélectionné dans l'équipe de football américian de la Western Athletic Conference en tant que sénior.
En 1981, il obtient son diplôme de licence en science des mécaniques et de l'ingénierie de l'Académie de la Force aérienne des États-Unis. Il devient aussi un formateur de l'équipe Falcons et il remplace Randy Spetman.
En 1983, il a suivi et a obtenu une formation de pilote de premier cycle à la base aérienne de Vance dans l'Oklahoma. De 1983 à 1991, il devient un pilote de F-15 et instructeur du F-15 après la fin des cours d'instructeur d'arme de chasseurs F-15 en 1987 dans les bases aériennes de Holloman dans le Nouveau-Mexique, de Bitburg en Allemagne et Langely en Virginie.
En 1992, il intègre l'école des pilotes d'essai de l'USAF où il est distingué. Ensuite, il effectue des tests sur des F-16 à la base aérienne d'Edwards en Californie.
Puis il obtient en 1993 une maîtrise en gestion de l'ingénierie à l'université Old Dominion.

### Famille
Michael se marrie à Lori Miller fille de Dave et Donna Miller vivant à Albuquerque au Nouveau Mexique. Ils donnent naissance à 2 enfants.

## Carrière à la NASA
Il est sélectionné en décembre 1994, il est envoyé au Centre spatial Lyndon B. Johnson en mars 1995. Il y travaille en tant que chef de la sécurité du bureau des astronautes, astronaute instructeur en chef, directeur des opérations des navettes spatiales... Son dernier travail à la NASA fût directeur adjoint des opérations de l'équipage en vol.

## Carrière après la NASA
Il quitte la NASA en août 2007 après avoir servi en tant que directeur adjoint des opérations de l'équipage en vol depuis 2006, il poursuit une carrière dans l'entreprise ATK où il est nommé vice président. En 2010, il rejoint Oceaneering en tant que vice-président et que directeur général d'Oceaneering Space Systems.
Il est aussi président du conseil d'administration de la Fondation pour l'éducation aux vols spatiaux habités du Space Center Houston.

## Vols réalisés
Il est vétéran sur 3 vols de la navette : STS-86 (1997), STS-97 (2000) et STS-110 (2002), ces derniers vols étant à destination de la station spatiale internationale. Il a passé au moins 753h dans l'espace ce qui correspond à environ 35 jours.

### Vol STS-86
Il fût le pilote du vol STS-86, volant sur la navette Atlantis du 25 septembre au 6 octobre 1997, c'était la septième mission qui avait pour but de rejoindre la station spatiale Mir. La mission incluait un échange de 2 membres de l'équipage de la station Mir, Mike Foale et David Wolf, une sortie extravéhiculaire de 2 membres de l'équipage afin de récupérer 4 expériences scientifiques déployées sur Mir pendant le vol STS-76, le transfert de 4717kg de matériel scientifique et logistique et le retour sur Terre du matériel et des résultats scientifiques des expériences. La mission aura effectué 169 orbites en 10 jours, 19 heures et 21 minutes et parcouru plus de 3,5 millions de kilomètres.

### Vol STS-97
Michael Bloomfield, pilote pendant le vol STS-97 à bord de la navette Endeavour du 30 novembre au 11 décembre 2000. Cette mission était la cinquième ayant pour objectif d'assembler la station spatiale internationale. Une fois la station amarrée, l'équipage a installé les premiers panneaux solaires américains, ils ont effectué trois sorties extravéhiculaires, ils ont aussi fourni les premières provisions et équipements pour le premier équipage à résider dans l'ISS. La mission aura duré 10 jours, 19 heures et 57 minutes et parcouru 7,19 millions de kilomètres.

### Vol STS-110
Commandant pour le vol STS-110 à bord de la navette Atlantis du 8 au 19 avril 2002, c'est la treizième mission ayant pour objectif l'assemblage de la station spatiale internationale. Les temps forts de la mission étaient la livraison et l'assemblage de la poutre S0 (S-Zero), ce fût la première utilisation du bras robotique de la station afin de réaliser une sortie extravéhiculaire (EVA), c'est aussi la première fois que toutes les EVA de l'équipage d'Atlantis se déroulaient depuis le module Quest de la station. L'équipage a aussi préparé la station pour les futures EVA et l'équipage a aussi passé une semaine avec l'équipage de l'Expédition 4 pour des opérations communes. La mission aura durée 10 jours, 19 heures et 42 minutes.

## Honneurs
Il a également été diplômé de la classe 92A de l'école des pilotes d'essai, il a reçu la médaille de la Air Force Meritorious Service Medal et  de la Air Force Commendation Medal et de la Air Force Aerial Achievement Medal.